# Caixa Popular
Caixa Popular és una cooperativa de crèdit amb seu a Paterna (Horta de València). Creada el 1978, la seua xarxa d'oficines distribuïdes per les comarques de l'Horta de València, el Camp de Túria, la Ribera del Xúquer, la Costera, la Safor, la Vall d'Albaida i el Camp de Morvedre.
Es tracta d'una cooperativa de segon grau, el que significa que només poden ésser socis cooperatius altres cooperatives. Així Caixa Popular integra en el seu capital a les cooperatives més importants dels diferents sectors econòmics valencians: consum, moble, tèxtil, vidre, serveis, ensenyament, habitatges, ceràmica, joguets i metal·lúrgia. També els treballadors de l'entitat són socis de treball.
Caixa Popular esdevé un important promotor d'activitats i projectes compromesos amb l'economia, la cultura i la societat valenciana. Així és el principal patrocinador d'un campionat per a joves promeses de la pilota valenciana com és la Lliga Caixa Popular, també compta amb la targeta de crèdit anomenada Compromís pel Valencià que destina fins al 0,7% de l'import de les compres que es fan amb ella a Escola Valenciana-Federació d'Associacions per la Llengua.